# Pantere Rosse
Pantere Rosse è stato un gruppo fondato dentro le carceri italiane, che si prefiggeva lo scopo iniziale di ottenere maggiori diritti ai detenuti reclusi e assistenza sociale ai detenuti indigenti.
Il gruppo si rese noto sia per i documenti di insurrezione armata che venivano fatti circolare per le carceri, sia per gli scioperi e le proteste dei detenuti, anche in maniera non violenta, sia per le rivolte carcerarie.

## Storia
Il gruppo nacque nel 1970 nelle carceri della Provincia di Perugia e della Provincia di Terni, da operaisti comunisti detenuti, con a capo l'ergastolano Giorgio Panizzari, il quale attraverso dei contatti con il gruppo del giornale il manifesto, di Lotta Continua, e di Potere Operaio, decise di unire le lotte sociali del proletariato italiano e straniero ai problemi dei detenuti in carcere.
Il gruppo entrò in crisi con la fine delle Brigate Rosse unitarie, con la separazione della Colonna Walter Alasia, e terminò la lotta dentro le carceri con il pentimento definitivo di molti suoi capi storici, che decisero di abbandonare la lotta armata sia interna che esterna nel 1982.

## Attività
Al gruppo vengono attribuite:
- 11 maggio 1974: rivolta nel carcere di Alessandria, nella quale il gruppo prese in ostaggio alcuni agenti di custodia, per evadere. Dopo il fallimento delle trattative, ci fu la decisione delle forze dell'ordine di intervenire per liberare tutti gli ostaggi. La rivolta finì con sei morti e quattordici feriti in seguito all'intervento dei Carabinieri del Generale Carlo Alberto dalla Chiesa[1];
- il tentativo di fuga del carcere di Viterbo nel 1974 organizzata dai nappisti Giorgio Panizzari e Pietro Sofia insieme con il detenuto "comune" politicizzatosi in carcere Martino Zicchitella;
- le due rivolte con tentata evasione nel carcere di Porto Torres, avvenute tra l'ottobre del 1978 ed il 1979, le quali vennero sempre sventate dalle forze dell'ordine;
- la battaglia dell'Asinara dove il 2 ottobre 1979 i detenuti tentarono una evasione di massa ma vennero bloccati dai Carabinieri i quali sedarono la rivolta
- la rivolta nel carcere di Nuoro nel 1980 che durò venti ore prima di essere arrestata dalle forze dell'ordine;
- la rivolta nel carcere di Trani del 28 dicembre 1980, dove vennero prese in ostaggio 29 persone tra poliziotti e carabinieri, poi liberate grazie all'intervento del GIS dei Carabinieri che liberò gli ostaggi senza causare morti o feriti gravi, né tra le Forze dell'Ordine, né tra i detenuti.

Membri del gruppo commisero inoltre omicidi all'interno delle mura carcerarie, come quello ai danni di brigatisti e piellini pentiti a Nuoro, Novara, Torino; tra le uccisioni rivendicarono quelle di Ennio Di Rocco e di Giorgio Soldati, quest'ultimo appartenente ai COLP. Un altro omicidio attribuito al gruppo fu quello di Francis Turatello nel carcere di Nuoro nel 1981, poiché tra le persone che commisero l'omicidio, ci furono membri dell'organizzazione, tra i quali Vincenzo Andraous e Paolo Dongo i quali accusarono Francis Turatello di essere un esponente dell'estrema destra e di collaborare con i servizi segreti italiani a discapito dei carcerati e degli estremisti di sinistra e per questo secondo le tesi del gruppo andava eliminato, ma secondo la magistratura non si sa chi sia stato il vero mandante, poiché c'è un'ipotesi che ritiene il vero mandante dell'omicidio la NCO e la malavita milanese. Uno degli ultimi omicidi commessi dall'organizzazione fu quello di Albert Bergamelli, nel carcere di Ascoli Piceno nel 1982, anche qui con molti dubbi sul vero mandante dell'omicidio.